# Teodoro Gómez Rivera
Teodoro Gómez Rivera (ur. 7 maja 1963 w El Banquito) – honduraski duchowny rzymskokatolicki, biskup Choluteca od 2023.

## Życiorys

### Prezbiterat
Święcenia kapłańskie przyjął 27 stycznia 1996 i został inkardynowany do diecezji Choluteca. Pracował w seminariach duchownych w Choluteca (niższe seminarium) oraz w Tegucigalpie (wyższe seminarium). Był też m.in. dyrektorem kilku diecezjalnych instytutów, wikariuszem biskupim oraz wikariuszem generalnym. 

### Episkopat
14 listopada 2020 papież Franciszek mianował go biskupem pomocniczym archidiecezji Tegucigalpy oraz biskupem tytularnym Castellum Tatroportus. Sakry udzielił mu 15 maja 2021 biskup Guy Charbonneau.
26 stycznia 2023 został mianowany biskupem diecezji Choluteca. Ingres odbył się 15 kwietnia 2023.